# Метрологічна система України
Метрологічна система України створює необхідні засади для забезпечення єдності вимірювань у державі.
Діяльність, пов'язану із забезпеченням функціонування та розвитку метрологічної системи України, координує центральний орган виконавчої влади, що реалізує державну політику у сфері метрології та метрологічної діяльності — Міністерство економічного розвитку і торгівлі України.

## Завдання метрологічної системи України
Основними завданнями метрологічної системи України є:
1) реалізація єдиної технічної політики у сфері метрології та метрологічної діяльності;
2) захист громадян і національної економіки від наслідків недостовірних результатів вимірювань;
3) здійснення фундаментальних і прикладних досліджень та наукових розробок у сфері метрології та метрологічної діяльності;
4) економія всіх видів енергетичних і матеріальних ресурсів;
5) забезпечення якості та конкурентоспроможності вітчизняної продукції;
6) створення нормативно-правових, нормативних, науково-технічних та організаційних основ забезпечення єдності вимірювань у державі.

## Складові метрологічної системи України
Метрологічна система України включає:
- національну метрологічну службу;
- нормативно-правову базу, у тому числі законодавчі акти, технічні регламенти та інші нормативно-правові акти, що регулюють відносини у сфері метрології та метрологічної діяльності;
- національну еталонну базу та систему передачі розмірів одиниць вимірювання;
- систему добровільної акредитації калібрувальних лабораторій, а також систему акредитації випробувальних лабораторій, органів з оцінки відповідності у випадках, визначених Законом України «Про метрологію та метрологічну діяльність» та іншими законами України;
- навчальні заклади, науково-дослідні установи, організації, що поширюють знання та досвід у сфері метрології та метрологічної діяльності.